# Jacques Ardaillon
Pour les articles homonymes, voir Ardaillon.
Jacques Ardaillon est un homme politique français né le 7 mars 1795 à Boulieu-lès-Annonay (Ardèche) et décédé le 7 juin 1873 à Lyon (Rhône).
Propriétaire des forges à Saint-Julien-en-Jarez, il est un militant libéral sous la Restauration. Il est conseiller général et député de la Loire de 1831 à 1842, siégeant dans la majorité soutenant les ministères de la Monarchie de Juillet.
Jacques Ardaillon est maire de Saint-Chamond, de septembre 1830 à juin 1848.

## Sources
- « Jacques Ardaillon », dans Adolphe Robert et Gaston Cougny, Dictionnaire des parlementaires français, Edgar Bourloton, 1889-1891 [détail de l’édition]
- voir biographie sur le site de l'Assemblée nationale.